# 高維嶽

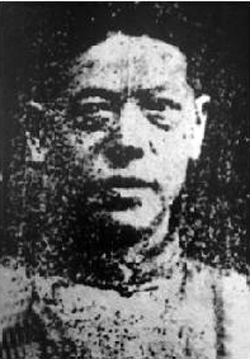
高維嶽

高維嶽（1875年—1938年），字子欽，盛京将軍管轄区錦州府錦县（今辽宁锦州）人，中華民国大陸時期军事将领。

## 生平
他早年从東北講武堂毕業後，在奉天从事軍務。1912年（民国元年），任第27師参謀長。此後，历任团長、旅長。
1925年（民国14年），升任東北陸軍第7師師長。同年11月任第8軍副軍長。1926年（民国15年），升任安国軍第3、4方面軍团第9軍軍長。同年8月，署察哈爾都統。1927年4月1日，获封岳威将军。張作霖死後的1927年（民国16年）8月，正式就任察哈爾都統。同年，任奉軍京綏前线副总指揮。

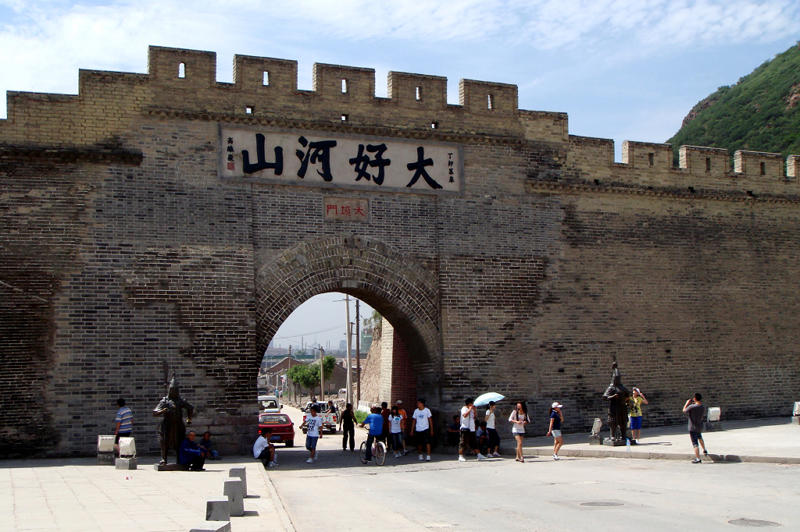
张家口境内长城大境门，门楣处有高維嶽手书的“大好河山”四个大字

張学良东北易幟後，高維嶽转入国民政府。曾历任遼寧省政府委員、東北边防長官公署軍事参議官、軍事参議院参議、軍事参議院代理院長，未直接掌握軍事指揮权。1935年4月5日，授陆军中将。抗日战争爆发後，寓居北平，拒绝了参加親日政权的邀请。
1938年（民国27年）高維嶽逝世。享年64岁。（其逝世时间又有1937年12月一说）先停灵，1949年4月安葬在北平东北义园。

### 引用
1. 1 2  冯其利，东北义园名人补遗，北京档案史料2007年第4期